# Tarachina constricta
Tarachina constricta är en bönsyrseart som beskrevs av Werner 1923. Tarachina constricta ingår i släktet Tarachina och familjen Iridopterygidae. Inga underarter finns listade i Catalogue of Life.